# Toruń
Toruń (tyska, och tidigare på svenska: Thorn; latin: Thorun) är en stad belägen i mellersta Polen. Staden hade 203 148 invånare år 2014. Den är tillsammans med Bydgoszcz huvudstad i Kujavien-Pommerns vojvodskap (provins).
Toruń ligger cirka 45 kilometer öster om Bydgoszcz och 180 km nordväst om Warszawa, vid floden Wisła. Staden har traditionell ylleindustri, samt tillverkning av optiska instrument och elektroniska produkter. I Toruń finns bland annat ett universitet, och två teatrar. Det finns en mäktig bro tillverkad i stål, över floden Wisla som rinner genom denna stad. Den medeltida stadsbebyggelsen i Toruń, är sedan 1997 uppsatt på Unescos världsarvslista. I staden ligger Kopernikus grav.

## Historia
Toruń grundades av Tyska orden år 1231, men redan tidigare fanns på platsen en äldre slavisk bosättning. Staden fick stadsrättigheter 1232. År 1281 togs Toruń upp i Hansan.

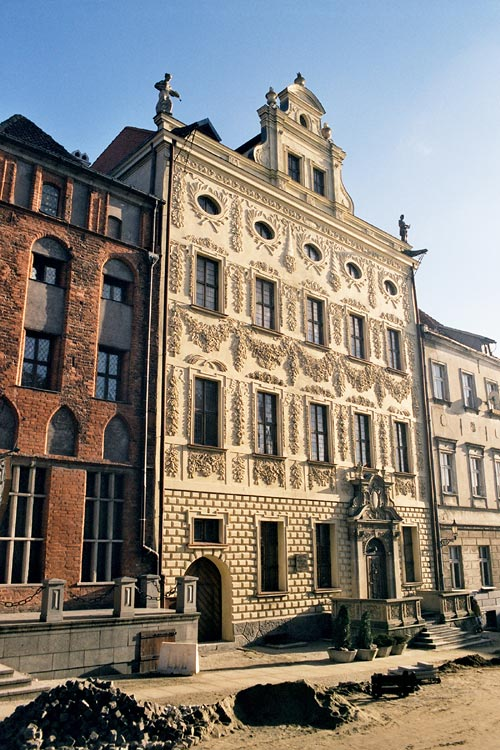
Dąbskipalatset

Ett fredsfördrag år 1466 (efter det så kallade trettonåriga kriget) stadgade att staden skulle tillhöra Polen. Under nästan 200 år hade staden en god utveckling med blomstrande välstånd. Först under 1650-talet när svenska trupper började invadera Polen under Karl X Gustavs polska krig bröts välståndet. Staden hölls ockuperad av Sverige 1655–1658. År 1703 kapitulerade staden för Karl XII. Kapitulationen beredde vägen för Stanisław Leszczyńskis trontillträde år 1704.
Polens delning 1793 medförde att Toruń kom att tillhöra Preussen. Toruń blev åter en polsk stad 1920 och 1945.
Lev Kopelev beskriver i sin bok I evigt förvar röda arméns intåg i Torun. 

## Utbildning
Universitetet Uniwersytet Mikołaja Kopernika är uppkallat efter Nicolaus Copernicus, som föddes i Toruń den 19 februari 1473.
- Svenska kanonkulor insprängda i murar finns att beskåda på bland annat Jungfru Maria-kyrkan.

## Idrott
- Angels Toruń, amerikansk fotboll
- KS Toruń, speedway
- Pierniki Toruń, basketboll
- Pomorzanin Toruń, landhockey

## Vänorter
Toruń har följande vänorter:
- Čadca, Slovakien
- Guilin, Kina
- Göttingen, Tyskland
- Kaliningrad, Ryssland
- Leiden, Nederländerna
- Lutsk, Ukraina
- Novo mesto, Slovenien
- Philadelphia, USA
- Swindon, Storbritannien
- Tavastehus, Finland